# Орден Ацтекского орла
Орден Ацтекского орла (исп. Orden del Águila Azteca) — государственная награда Мексики для награждения иностранных граждан.
Орден был учреждён в соответствии с Законом от 29 декабря 1933 года президентом Мексики Абелардо Родригесом для награждения иностранных граждан за заслуги перед Мексикой или человечеством.
Награждение производится от имени Президента Мексики по предложению министра иностранных дел Мексики в соответствии с инструкциями специального Совета.
В 2011 году была проведена орденская реформа, в результате которой было увеличено количество классов.

## Степени

### с 1933 по 2011
- Высшей степенью ордена является Цепь со знаком.
- 1 класс — Большой Крест на плечевой ленте и звезда ордена.
- 2 класс — знак ордена на шейной ленте и звезда.
- 3 класс — знак ордена на шейной ленте.
- 4 класс — знак ордена на нагрудной колодке с розеткой.
- 5 класс — знак ордена на нагрудной колодке.

| Степени ордена |        |          |              |               |                |
| Кавалер        | Офицер | Командор | Гранд-офицер | Большой крест | Орденская цепь |
|                |        |          |              |               |                |
|                |        |          |              |               |                |

### с 2011 года
- Орденская цепь
- Большой крест специального класса
- Большой крест
- Град-офицер
- Командор
- Офицер

| Степени ордена |          |              |               |                                   |                |
| Офицер         | Командор | Гранд-офицер | Большой крест | Большой крест специального класса | Орденская цепь |
|                |          |              |               |                                   |                |
|                |          |              |               |                                   |                |

## Инсигнии ордена

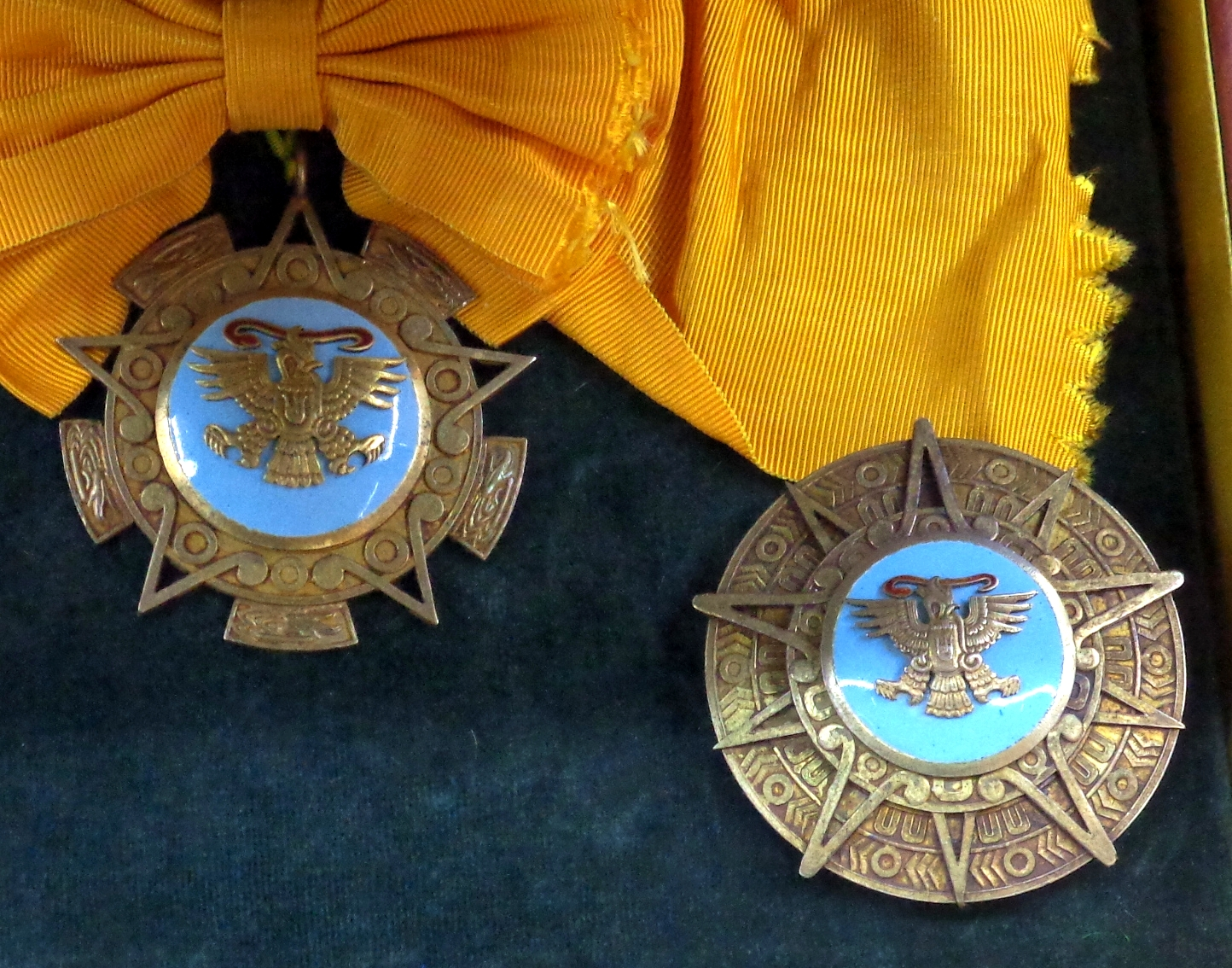
Знаки Большого креста ордена Ацтекского орла

Лента ордена — шелковая атласная, лимонно-жёлтого цвета.

## Кавалеры ордена
- Коллонтай Александра Михайловна (1944)
- Эйзенхауэр Дуайт Дэвид
- Хайле Селассие I (1954)
- Филипп, герцог Эдинбургский (1964)
- Марина, герцогиня Кентская
- Елизавета II (1973)
- Габриэль Гарсиа Маркес (1982)
- Пласидо Доминго
- Улаф V
- Виктор Вацлавович Вольский
- Фидель Кастро (1987)
- Кнорозов, Юрий Валентинович (1995)
- Фернандо Саватер (2003)
- Карл XVI Густав (2004)
- Билл Гейтс (2007)
- Франц Беккенбауэр (2007)
- Мелинда Гейтс (2007)
- Луис Инасиу Лула да Силва (2007)
- Мишель Бачелет (2007)
- Маргрете II (2008)
- Хенрик, принц-консорт Датский (2008)